# Vöröscsőrű álszajkó
A vöröscsőrű álszajkó (Garrulax poecilorhynchus) a madarak osztályának verébalakúak (Passeriformes) rendjébe és a Leiothrichidae családjába tartozó faj.
Magyar neve forrással, nincs megerősítve.

## Rendszerezése
A fajt John Gould angol ornitológus írta le 1863-ban. Egyes szervezetek a Pterorhinus nembe sorolják Pterorhinus poecilorhynchus néven.

## Előfordulása
Délkelet-Ázsiában, Tajvan területén honos. A természetes élőhelye a szubtrópusi vagy trópusi hegyi esőerdők és mangroveerdők. Állandó, nem vonuló faj.

## Megjelenése
Testhossza 27–29 centiméter.

## Életmódja
Rovarokkal és magvakkal táplálkozik.